# Natalja Wiktorowna Polosmak
Natalja Wiktorowna Polosmak (russisch Наталья Викторовна Полосьмак; * 12. September 1956 in Chabarowsk) ist eine russische Archäologin und Hochschullehrerin.

## Leben
Polosmak studierte an der geisteswissenschaftlichen Fakultät der Universität Nowosibirsk mit Abschluss 1978. Sie arbeitete dann im Institut für Geschichte, Philologie und Philosophie (IIFF) der Sibirischen Abteilung der Akademie der Wissenschaften der UdSSR (AN-SSSR), aus dem das Institut für Archäologie und Ethnographie der Sibirischen Abteilung der AN-SSSR hervorging. Sie war Aspirantin bei Wjatscheslaw Iwanowitsch Molodin und Wadim Michailowitsch Masson in der Leningrad-Abteilung des Instituts für Archäologie der AN-SSSR. 1985 verteidigte sie erfolgreich ihre Kandidat-Dissertation über die Kultur der Bevölkerung der westlichen Barabasteppe während der skythisch-sarmatischen Zeit. Seit 1990 veröffentlichte sie regelmäßig ihre Arbeiten.

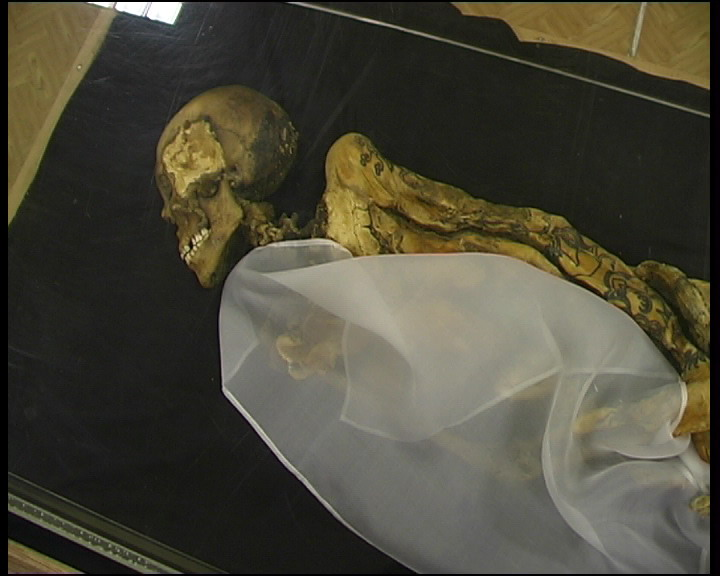
Mumie der Prinzessin von Ukok

1993 fand Polosmak in einem Grabhügel in der Republik Altai bei Kosch-Agatsch im Permafrostboden eine Grabstätte der Pasyryk-Kultur mit einer weiblichen Mumie, die als Prinzessin von Ukok bekannt wurde. Die gefrorene Mumie und weitere Funde wurden zur wissenschaftlichen Untersuchung unter Laborbedingungen nach Nowosibirsk und dann nach Moskau gebracht. Dies war problematisch, da der Fundort nahe der chinesischen Grenze liegt, deren genauer Verlauf an dieser Stelle umstritten war. Die Altaier betrachteten die Prinzessin von Ukok als eine der Ihren und verlangten ihre Rückkehr in ihr Grab. Bei den forensischen Untersuchungen wurden Indizien für die Zugehörigkeit zu den Europiden und keine mongolischen Charakteristika gefunden.
1997 verteidigte Polosmak erfolgreich ihre Dissertation über die Pasyryk-Kultur. Es folgte die Professur an der Universität Nowosibirsk. Sie führte Grabungsexpeditionen im Altai, in Chakassien, in Tuwa, in der Barabasteppe, in der Oblast Irkutsk, in der Region Krasnojarsk und in der Mongolei durch.
2004 erhielt Polosmak den Staatspreis der Russischen Föderation im Bereich Wissenschaft und Technik zusammen mit Wjatscheslaw Iwanowitsch Molodin für die Erforschung der Pasyryk-Kultur. 2011 wurde Polosmak als Korrespondierendes Mitglied in die AN-SSSR gewählt. Sie ist Mitherausgeberin der russischen Zeitschrift für Archäologie, Ethnographie und Anthropologie Eurasiens und der internationalen Zeitschrift Ancient civilizations from the Scythia to Siberia des Brill-Verlags. Sie ist Korrespondierendes Mitglied des Deutschen Archäologischen Instituts (DAI) und Ehrendoktorin des Instituts für Archäologie der Mongolischen Akademie der Wissenschaften.
Polosmak ist verheiratet mit Wjatscheslaw Iwanowitsch Molodin und hat zwei Söhne Jewgeni und Iwan.